# Secretaría de Estado de Industria
La Secretaría de Estado de Industria (SEI) es el órgano superior del Ministerio de Industria y Turismo que, bajo la autoridad del ministro, gestiona las competencias del Departamento en materia de industria y de desarrollo y transformación industrial, y de emprendimiento y de la pequeña y mediana empresa.

## Historia
La Secretaría de Estado de Industria es un órgano de la Administración General del Estado que ha existido de forma intermitente en diferentes etapas.
La primera vez se creó por el Real Decreto 420/1991, de 5 de abril, integrada en el Ministerio de Industria, Comercio y Turismo y se estructuró mediante una Secretaría General de Promoción Industrial y Tecnología y la histórica Dirección General de Industria. En 1994, tras la aprobación de la Ley 21/1992, de 16 de julio, de Industria, se reestructuró el Ministerio. En lo que compete a la Secretaría de Estado, se suprimió la mencionada Secretaría General y se crearon las direcciones generales de Calidad y Seguridad Industrial y de Tecnología Industrial. Fue suprimida con el cambio de Gobierno de 1996.
Se recuperó en 1998 llamándose Secretaría de Estado de Industria y Energía tras asumir también competencias energéticas. Dos años más tarde, se suprimió el Ministerio y la Secretaría de Estado, pasando sus competencias al Ministerio de Ciencia y Tecnología.
Dos décadas después, en noviembre de 2023, se recuperó el órgano, dentro del Ministerio de Industria y Turismo. En esta nueva etapa, se estructuró mediante dos direcciones generales —de Estrategia Industrial y de la Pequeña y Mediana Empresa, y de Programas Industriales— y dos comisionados —PERTE Agroalimentario y PERTE de Descarbonización Industrial—, además de asumir directamente el impulso del PERTE del vehículo eléctrico.
En julio de 2025, se reorganizaron los dos comisionados, reorientándolos hacia otras tareas (reindustrialización y competitividad industrial y PYMEs, al tiempo que el titular de la Secretaría de Estado asumía la gestión de los PERTEs.

## Estructura
La Secretaría de Estado se estructura como sigue:
- La Dirección General de Estrategia Industrial y de la Pequeña y Mediana Empresa.
  - La Subdirección General de Estrategia y Ecosistemas Industriales.
  - La Subdirección General de Calidad y Seguridad Industrial.
  - La Subdirección General de Emprendimiento y PYME.
  - La Subdirección General de Autonomía Estratégica Industrial.
- La Dirección General de Programas Industriales.
  - La Subdirección General de Gestión y Ejecución de Programas Industriales, Innovación y Digitalización.
  - La Subdirección General de Seguimiento y Control de Programas Industriales, de Innovación y Digitalización.
  - La Subdirección General de Evaluación de Programas.
  - La Subdirección General para el Impulso de Proyectos Industriales.
- El Comisionado especial para la Reindustrialización, con rango de Subsecretaría.
  - La Oficina Técnica, con nivel orgánico de Subdirección General.
- El Comisionado especial para la Competitividad Industrial y de la Pequeña y Mediana Empresa, con rango de Subsecretaría.
  - La Oficina Técnica, con nivel orgánico de Subdirección General.
- La División de Estadísticas Industriales, Análisis de la Información e Informes.

De la persona titular de la Secretaría de Estado de Industria depende directamente un Gabinete, como órgano de asistencia inmediata a la misma, con nivel orgánico de subdirección general, del que depende la Secretaría General de la Autoridad Nacional para la Prohibición de las Armas Químicas.

### Adscripciones
- La Escuela de Organización Industrial (EOI).
- El Centro Español de Metrología (CEM).

Asimismo, la Secretaría de Estado tutela las siguientes empresas públicas e instrumentos financieros:
- El Fondo Español de Reserva para Garantías de Entidades Electrointensivas (FERGEI).
- El Fondo de Apoyo a la Inversión Industrial Productiva (FAIIP).

- La empresa pública SEPI Desarrollo Empresarial, SA, S.M.E. (SEPIDES).
- La empresa pública Empresa Nacional de Innovación, SA (ENISA).
- La empresa pública Compañía Española de Reafianzamiento, SA (CERSA).

## Secretarios de Estado
- Álvaro Espina Montero (1991-1993)[9]
- Juan Ignacio Moltó García (1993-1996)[10]
- José Manuel Serra Peris (1998-2000)[11]
- Rebeca Mariola Torró Soler (2023-2025)[12]
- Jordi García Brustenga (2025-)[13]